# STS-117
STS-117 est une mission de la navette spatiale américaine, dont le lancement a eu lieu le 8 juin 2007. Elle est confiée à l'orbiteur Atlantis, dont c'est le 28e vol. L'objectif principal est l'installation de nouveaux panneaux solaires sur la Station spatiale internationale.
Il s'agit du premier décollage d'une navette du pas de tir 39A du centre spatial Kennedy depuis celui de Columbia en 2003 au début de la mission STS-107 qui s'acheva par la destruction du vaisseau et la perte de son équipage.

## Équipage
- Commandant : Frederick Sturckow (3)  États-Unis
- Pilote : Lee Archambault (1)  États-Unis
- Spécialiste de mission 1 : James Reilly (3)  États-Unis
- Spécialiste de mission 2 : Steven Swanson (1)  États-Unis
- Spécialiste de mission 3 : Patrick Forrester (2)  États-Unis
- Spécialiste de mission 4 : John Olivas (1)  États-Unis

Uniquement à l'aller :
- Ingénieur de vol Clayton Anderson (1)  États-Unis

Uniquement au retour :
- Ingénieur de vol Sunita Williams (1)  États-Unis (Elle est restée dans l'espace depuis la dernière mission, soit STS-116)

Le chiffre entre parenthèses indique le nombre de vols spatiaux effectués par l'astronaute, STS-117 inclus.

## Paramètres de la mission
- Masse :
  - Navette au décollage : ? kg
  - Navette à l'atterrissage : ? kg
- Périgée : ? km
- Apogée : ? km
- Inclinaison : 51,6°
- Période : 91,6 min

### Sorties dans l'espace
|     | Mission | Astronaute                          | Début              | Fin                | Durée               |
| --- | ------- | ----------------------------------- | ------------------ | ------------------ | ------------------- |
| 79. | EVA 1   | James F. Reilly John D. Olivas      | 11 juin, 20:02 UTC | 12 juin, 02:17 UTC | 6 heures 15 minutes |
| 80. | EVA 2   | Patrick G. Forrester Steven Swanson | 13 juin, 18:28 UTC | 14 juin, 01:44 UTC | 7 heures 16 minutes |
| 81. | EVA 3   | James F. Reilly John D. Olivas      | 15 juin, 17:24 UTC | 16 juin, 01:22 UTC | 7 heures 58 minutes |
| 82. | EVA 4   | Patrick G. Forrester Steven Swanson | 17 juin, 16:25 UTC | 17 juin, 22:54 UTC | 6 heures 29 minutes |

## Objectifs
La principale tâche confiée aux astronautes d’Atlantis pour ce vol est l'installation de la structure S3/S4 (la lettre S indique qu'elle sera disposée du côté tribord, terme qui se dit starboard en anglais) et le déploiement des panneaux solaires qu'elle supporte.
La rétraction de la deuxième partie des panneaux solaires du segment P6 sera un autre objectif important et permettra ensuite d'activer la rotation des nouveaux panneaux tribord.

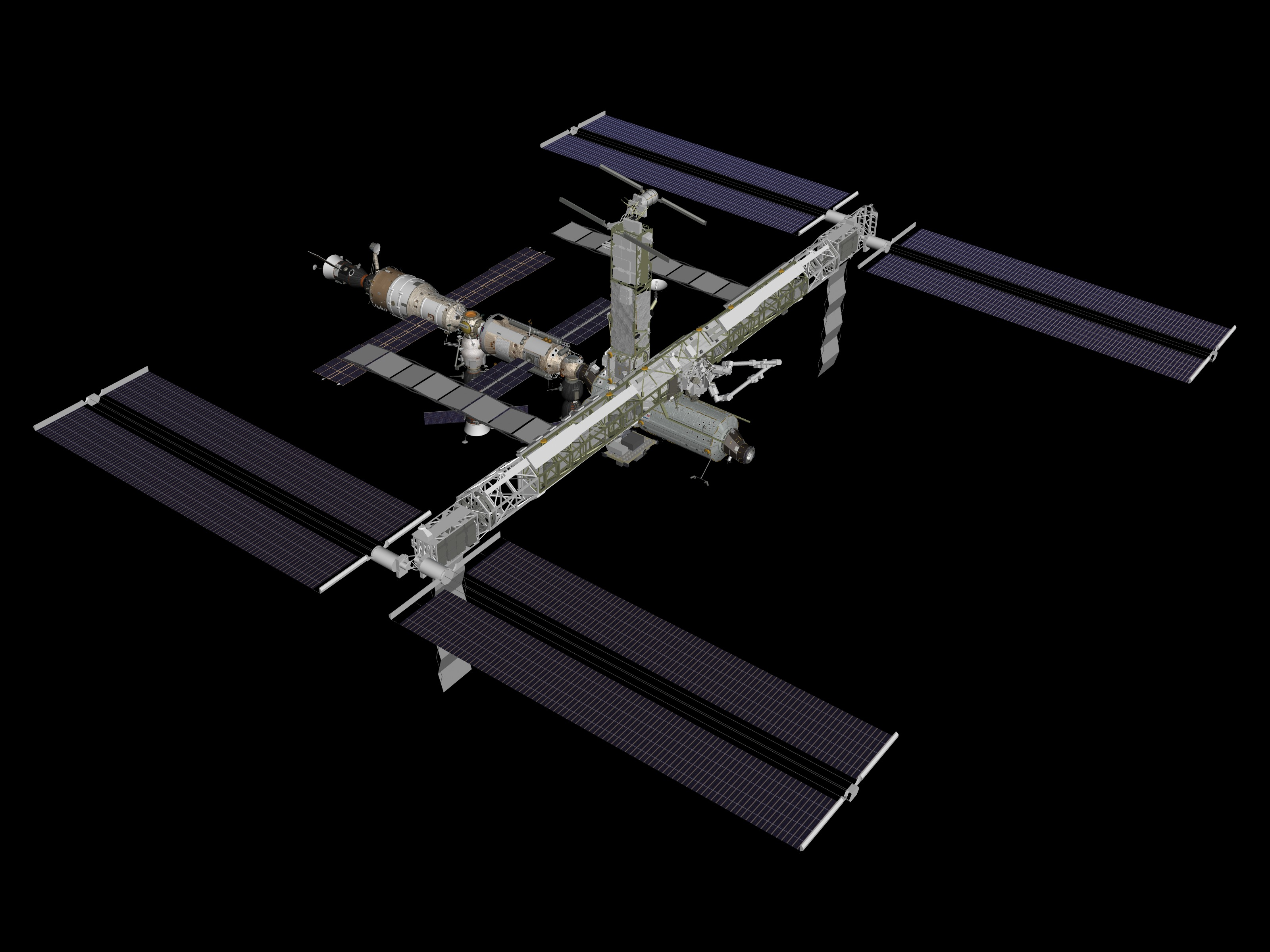
L'ISS à l'issue de la mission STS-117 (image de synthèse)

## Déroulement

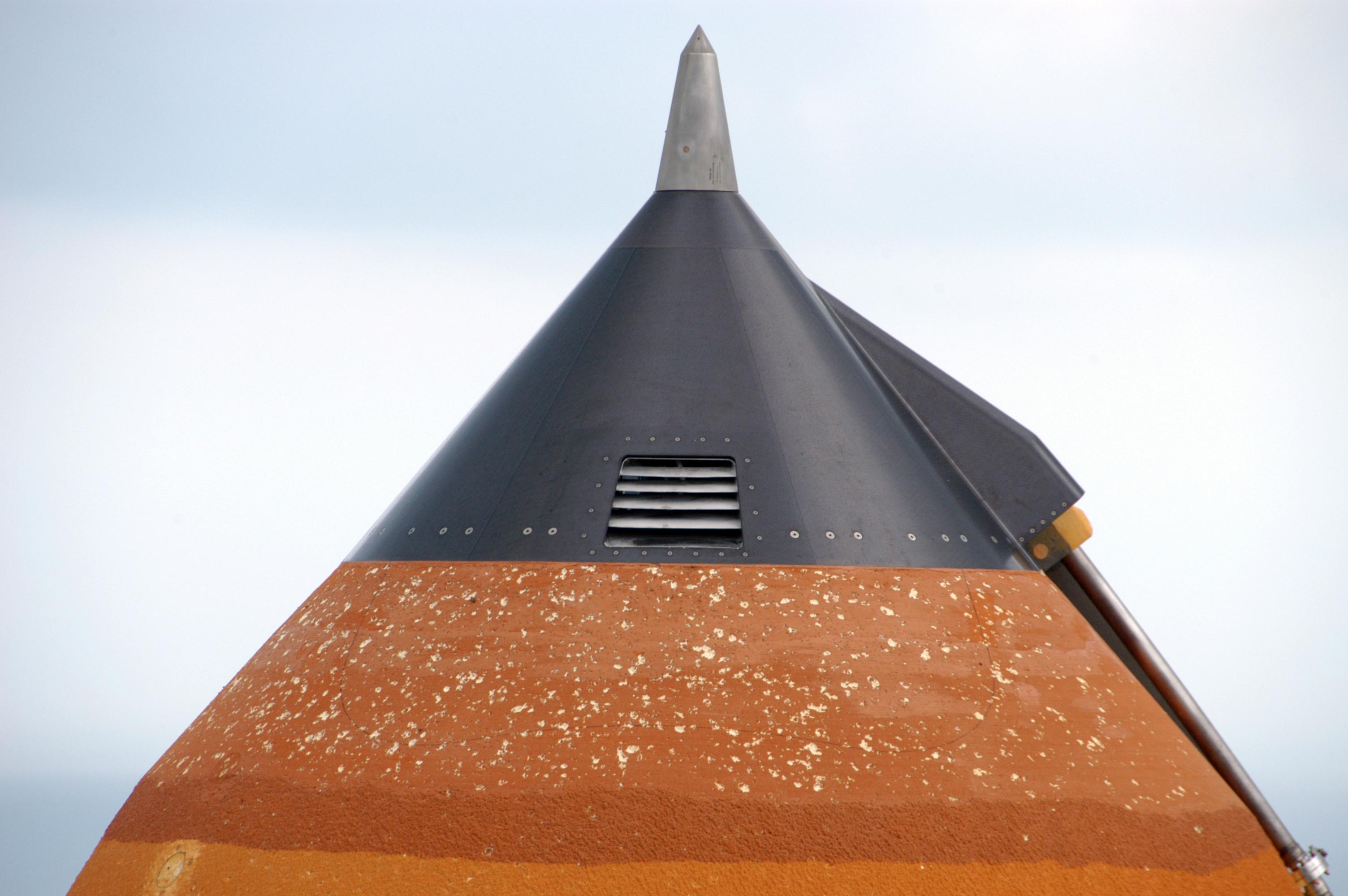
Le réservoir externe dAtlantis endommagé par une averse de grêle

### Report du lancement
Initialement prévue en mars 2007, la mission a été repoussée en raison d'une averse de grêle qui s'est abattue sur le centre spatial Kennedy le 26 février et a endommagé la mousse isolante du réservoir externe d’Atlantis, qui se trouvait déjà sur son pas de tir. Cet incident a obligé un retour du vaisseau au bâtiment d'assemblage afin de procéder aux vérifications et aux réparations nécessaires.

### Nouvelle fenêtre de lancement
À la suite de l'incident du mois de mars, le lancement d'Atlantis a été reporté à la fin avril puis au début juin. La nouvelle fenêtre de tir s'ouvrait le 8 juin mais se refermait le 12 en raison du lancement prévu le 14 d'une fusée Atlas de la base militaire voisine à Cap Canaveral. Toutefois, si la navette n'avait pas pu décoller avant cela, d'autres opportunités se seraient présentées à partir du 17 juin.

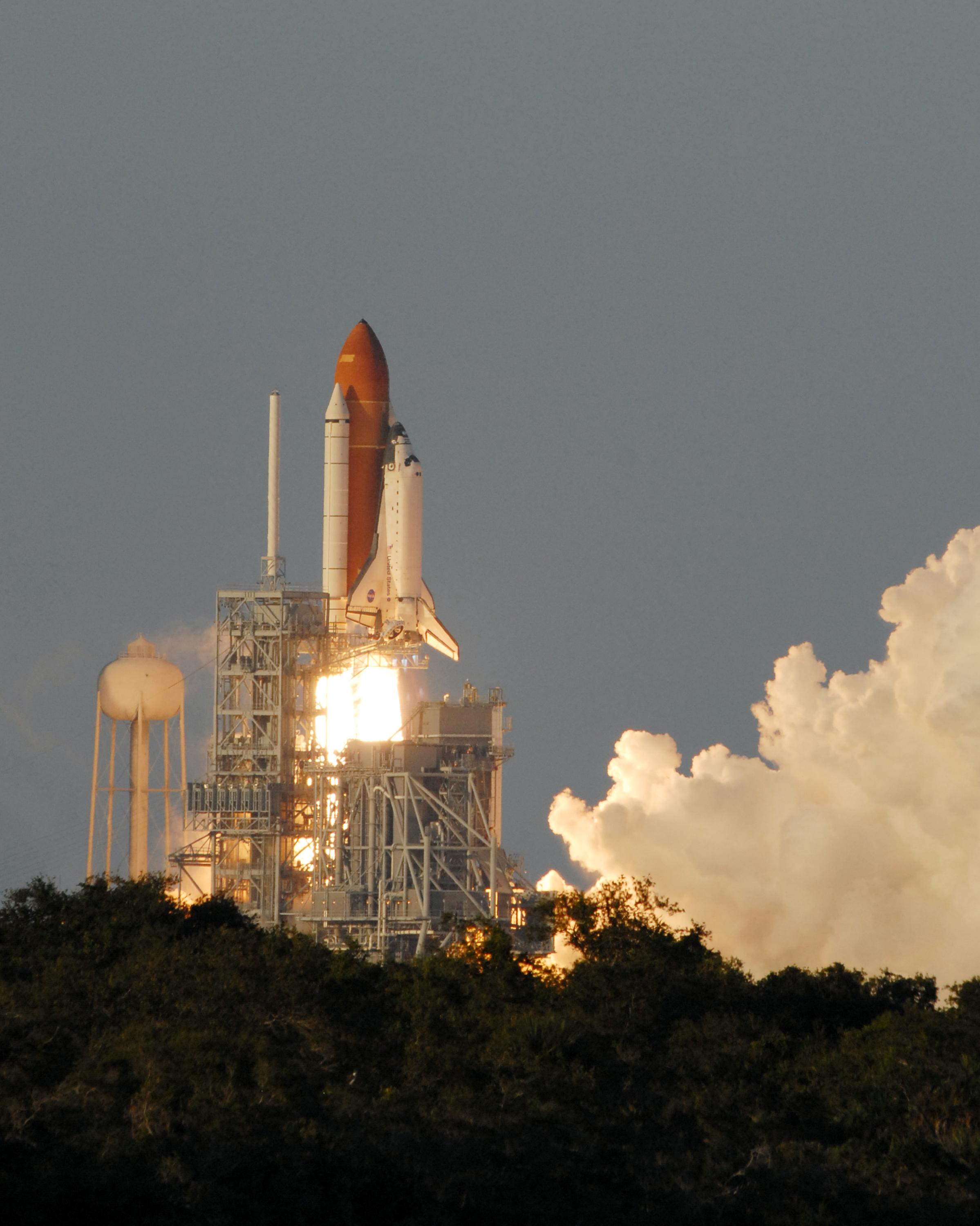
Décollage de la navette Atlantis

### Lancement
Atlantis s'est envolé dès l'ouverture de la fenêtre de lancement, le 8 juin à 23h38 UTC (soit le 9 juin à 1h38 heure de Paris). Les caméras installées sur la navette et au sol ont montré que le réservoir externe s'était bien comporté malgré les nombreuses réparations qu'il avait subies à la suite de l'averse de grêle du mois de février. Cinquième mission après l'accident de la navette Columbia en janvier 2003, un morceau de mousse isolante s'est détaché du réservoir d'Atlantis 2 minutes et 5 secondes après le lancement, juste après la séparation des boosters, soit à une altitude d'environ 45 à 50 km. Fort heureusement ceci fut sans danger pour la navette car à cette altitude la densité atmosphérique est déjà très faible (environ 1 % de celle au niveau de la mer), réduisant les effets de traînée et rendant un impact de débris bien moins critique que s'il s'était produit plus bas, comme cela avait été le cas de Columbia.

### Prolongation de la mission
Le 12 juin, les responsables de la mission ont annoncé une extension de deux jours du vol et l'ajout d'une quatrième sortie extravéhiculaire. Les activités supplémentaires seront insérées dans le planning après le jour 8. Cette possibilité avait été envisagée avant le décollage mais nécessitait un lancement et un amarrage dans les temps pour être définitivement adoptée. Le retour sur Terre d'Atlantis est ainsi reporté au 21 juin. Finalement, après un report de 24 H dû aux mauvaises conditions météo en Floride, La Navette atterrit le 22 juin à 15 H 49 sur la base d'Edwards.

### Déroulement prévu
Ce programme de vol ne tient pas compte de l'extension de la mission annoncée par la NASA le 12 juin.
- Jour 1 : décollage et mise sur orbite ; ouverture des portes de la soute ; activation du bras robotique.
- Jour 2 : inspection du bouclier thermique à l'aide de la perche OBSS ; préparation de l'amarrage avec l'ISS ; vérification des scaphandres.
- Jour 3 : manœuvre de rendez-vous incluant une "pirouette" arrière permettant à l'équipage de la station de photographier le bouclier thermique ; amarrage ; Reilly et Olivas s'installent dans le sas pour préparer leur sortie extravéhiculaire.
- Jour 4 : installation de la structure S3/S4 à l'aide du bras robotique de l'ISS ; sortie de Reilly et Olivas afin d'effectuer les branchements nécessaires et de préparer le déploiement des panneaux solaires et du dissipateur de chaleur.
- Jour 5 : déploiement des panneaux solaires S4 ; Forrester et Swanson s'installent dans le sas en vue de leur sortie dans l'espace.
- Jour 6 : première tentative de rétraction des panneaux solaires tribord du segment P6 ; Forrester et Swanson préparent l'activation du joint rotatif de la structure S3/S4.
- Jour 7 : si nécessaire, nouvelle tentative de rétraction des panneaux solaires P6 ; si nécessaire, inspection supplémentaire de la protection thermique de l'orbiteur ; Reilly et Olivas se préparent à leur seconde sortie.
- Jour 8 : sortie extravéhiculaire réalisée par Reilly et Olivas (intervention sur le module américain Destiny).
- Jour 9 : transfert de vivres et d'équipements vers la station ; déplacement du transporteur mobile de la station vers le laboratoire Destiny ; conférence de presse.
- Jour 10 : Atlantis se sépare de l'ISS et en fait le tour ; dernière inspection du bouclier thermique.
- Jour 11 : rangement des équipements et vérification des systèmes en vue du retour sur Terre.
- Jour 12 : fermeture des portes de la soute ; allumage des moteurs pour désorbiter la navette ; atterrissage au centre spatial Kennedy.